# Marco Girón
Marco Antonio Girón (ur. 26 marca 1927 w mieście Gwatemala, zm. w 2012 w Los Angeles) – gwatemalski zapaśnik. Olimpijczyk z Helsinek 1952, gdzie zajął piętnaste miejsce w stylu klasycznym i szesnaste w stylu wolnym. Walczył w kategorii do 62 kg.

## Letnie Igrzyska Olimpijskie 1952
| Konkurencja          | Rundy eliminacyjne  | Rundy eliminacyjne | Klas. końcowa |
| Konkurencja          | Przeciwnik I        | Przeciwnik II      | Miejsce       |
| -------------------- | ------------------- | ------------------ | ------------- |
| 62 kg styl klasyczny | Imre Polyák (HUN) P | Safi Taha (LIB) P  | 15.           |

| Konkurencja      | Rundy eliminacyjne        | Rundy eliminacyjne     | Klas. końcowa |
| Konkurencja      | Przeciwnik I              | Przeciwnik II          | Miejsce       |
| ---------------- | ------------------------- | ---------------------- | ------------- |
| 62 kg styl wolny | Risaburo Tominaga (JPN) P | Armand Bernard (CAN) P | 16.           |